# Джабалпур
Джабалпу́р (хинди जबलपुर, англ. Jabalpur, также известен как «Шанскардхани») — город в индийском штате Мадхья-Прадеш, административный центр округа Джабалпур.

## География и климат
Город расположен к северу от реки Нармада, в местности, окружённой невысокими холмами. Находится в регионе Махакошал, в географическом центре Индии. Высота города над уровнем моря — 410 м.
Вблизи города имеется несколько озёр. Окружающая Джабалпур местность отличается высоким плодородием. Важнейшие сельскохозяйственные культуры, выращиваемые в регионе — рис, сорго, нут, масличные и др. Имеются месторождения железной руды, известняка, бокситов, глины, марганца и др.
Лето начинается в марте и заканчивается в июне. Самый жаркий месяц года — май; его средний максимум составляет 42 °C. Сезон дождей продолжается с июня по начало октября, а зима — с ноября по март. Самый холодный месяц — январь со средним минимумом 8 °C. Годовая норма осадков — около 1325 мм.

## Население
По данным переписи 2011 года население города составляет 1 054 336 человек; население городской агломерации по данным этой же переписи — 1 267 564 человека.
По данным переписи 2001 года мужчины составляли 52 % населения, женщины — 48 %. Уровень грамотности — 75 %, что выше среднего по стране показателя 59,5 %. Средний уровень грамотности для мужчин — 79 %; для женщин — 70 %. Доля детей в возрасте младше 6 лет — 12 %. Около 80 % населения исповедуют индуизм; около 13 % — ислам; 3,4 % — джайнизм; 2,5 % — христианство; 1,1 % — другие религии.

## Экономика
В Джабалпуре расположены предприятия Vehicle Factory Jabalpur, Grey Iron Foundry, Gun Carriage Factory Jabalpur и Ordnance Factory Khamaria.

## Транспорт
Примерно в 20 км от центра города находится аэропорт Джабалпур. Через Джабалпур проходят национальные шоссе № 7 и № 12.